# EKO Stahl
EKO Stahl (ЕКО Шталь) — сталелитейный завод в городе Айзенхюттенштадт, в районе Бранденбурга.

## История
Был построен в 1950-х годах в ГДР и изначально назывался Металлургический завод им. Германа Матерна, однако 18 августа 1951 года был переименован в Металлургический комбинат им. И. В. Сталина. Этот завод должен был компенсировать эмбарго стали со стороны Западной Германии. Сырьё должно было поставляться из Украины и Польши. Тем самым олицетворяя дружбу народов Германии, Украины и Польши.
1 января 1951 одна из доменных печей взорвалась из-за чего в 1953 году, количество запланированных доменных печей было сокращено с восьми до шести и предприятие занималось только производством чугуна.
В начале 60-х годов 20 века город, в котором находилось предприятие, переименован из Шталинштадта в Айзенхюттенштадт. Завод также был переименован в Металлургический комбинат «Восток» (Ost). В 1968 году, после 3 лет строительства, был запущен стан холодной прокатки.
В 1974 году, стан холодной прокатки был улучшен и теперь предприятие могло заниматься оцинковкой.
После Объединения Германии, завод претерпел крупные экономические проблемы, такие как переход на рыночную экономику в результате чего количество сотрудников уменьшилось с 12 000 до 3 000 человек. Вскоре, в 1998 году акционерное общество «ЕКО Шталь» было продано бельгийской компании Cockerill-Sambre.
Благодаря слиянию компаний в 2006 году, новым хозяином предприятия стала компания ArcelorMittal. В 2016 завод был переименован в металлургический комбинат ArcelorMittal Eisenhüttenstadt.
Завод работает по сей день.